# 1968年メキシコシティーオリンピックのギリシャ選手団
1968年メキシコシティーオリンピックのギリシャ選手団（1968ねんメキシコシティーオリンピックのギリシャせんしゅだん）は、1968年10月12日から10月27日にかけてメキシコの首都メキシコシティーで開催された1968年メキシコシティーオリンピックのギリシャ選手団、およびその競技結果。

## 概要
今大会は銅メダル1個を獲得した。

## メダル
| メダル | 選手名               | 競技       | 種目                     |
| ------ | -------------------- | ---------- | ------------------------ |
| 銅     | Petros Galaktopoulos | レスリング | 男子グレコローマン70kg級 |